# Tritonoharpa angasi
Tritonoharpa angasi is een slakkensoort uit de familie van de Cancellariidae. De wetenschappelijke naam van de soort is voor het eerst geldig gepubliceerd in 1877 door Brazier.